# Нова Длуґоволя
Нова Длуґоволя (пол. Nowa Długowola) — село в Польщі, у гміні Ґощин Груєцького повіту Мазовецького воєводства.
Населення — 72 особи (2011).
У 1975-1998 роках село належало до Радомського воєводства.

## Демографія
Демографічна структура станом на 31 березня 2011 року:
|          | Загалом | Допрацездатний вік | Працездатний вік | Постпрацездатний вік |
| -------- | ------- | ------------------ | ---------------- | -------------------- |
| Чоловіки | 41      | 18                 | 21               | 2                    |
| Жінки    | 31      | 5                  | 21               | 5                    |
| Разом    | 72      | 23                 | 42               | 7                    |